# Anolis beckeri
Espèce
Synonymes
- Norops beckeri (Boulenger, 1881)

Anolis beckeri est une espèce de sauriens de la famille des Dactyloidae. 

## Répartition
Cette espèce se rencontre au Nicaragua, au Honduras, au Guatemala, au Belize et au Mexique au Quintana Roo, au Yucatán, au Campeche, au Tabasco, au Chiapas et au Veracruz.

## Description
L'holotype de Norops beckeri mesure 113 mm dont 58 mm pour la queue. Cette espèce a le dos gris tacheté de petites points blanc pur et présentant un réseau brun foncé. Sa queue est cerclée par des anneaux entiers de couleur brun foncé. Sa face ventrale est blanche avec quelques taches sombres.

## Étymologie
Cette espèce est nommée en l'honneur de Léon Becker, arachnologiste belge.

## Publication originale
- Boulenger, 1881 : Description of a new species of Anolis from Yucatan. Proceedings of the Zoological Society of London, vol. 1881, p. 921-922 (texte intégral).